# Infini-T
Infini-t est un groupe de musique canadien.
Il est composé de Katia, Lee et Sylvana. Leur premier album, 2000 à l'infini, se voit un succès instantané avec 3 simples (Si, Comme toi et Comment t'oublier) se hissant sur le top 10 du palmarès québécois et vite devenu un des albums les plus vendus au Québec.
Elles entament à l'été 2000 une tournée provinciale performant dans plusieurs festivals dont International de montgolfières de Saint-Jean-sur-Richelieu  le 15 août 2000, devant plus de 30 000 spectateurs. Elles passent à plusieurs émissions de variétés comme La Fureur avec 1,5 million d'auditeurs (le 12 novembre 1999) , Le point J avec Julie Snyder, Flash (émission québécoise).
Leur deuxième album (anglophone), Lethal, lancé en direct à MusiquePlus (avril 2001) et ensuite à Toronto se voit un succès cette fois ci dans le reste du Canada, excluant le Québec dont les médias attendent la réaction ailleurs avant de promouvoir et faire jouer leurs premiers extraits Right Now (Adaptation de Si en anglais) qui s'est hissé parmi le top 20 canadien.
Tout va pour le mieux, préparation de spectacles, tournée des médias, sortie du 2e extrait Never Play Myself lorsque leur producteur Steven Tracey prend la décision de tout arrêter.
Sylver (maintenant Sylvana White) et Katia poursuivent leur carrière solo : www.youtube.com/sylvanawhite
et www.katiadiperna.com
Lee (Manon Lebrun) chante toujours dans divers salle au Canada avec son hommage à Heart et Pink Floyd : www.heartsemotion.com et www.floydmemory.com

## Albums
- 1999 : 2000... à l'infini
- 2001 : Lethal

## Vidéographie
- 1999 : Si
- 2000 : Comme Toi
- 2000 : Comment t'oublier
- 2001 : Right Now
- 2001 : Never Play Myself